# Черепанов, Илья
Илья Леонтьевич Черепанов (1724—1795) — тобольский ямщик, автор летописного сборника, известного под названием «Черепановская летопись».
Всё, что о нём известно, — сведения, оставленные Иоганном Фальком, познакомившимся с братьями Черепановыми во время своего путешествия в 1769 году по Сибири. Илья, как и брат его, представлявший, по-видимому, тип начётчика, занимался составлением летописи, не бросая в то же время своего ямщицкого ремесла.

## Летопись
Компилятивный труд, охватывающий историю Сибири со второй половины XVI века до второй половины XVII века.